# Голдън Стейт Уориърс
„Голдън Стейт Уориърс“ (на английски: Golden State Warriors, в превод „Воините от Златния щат“) е професионален баскетболен отбор в НБА от град Оукланд в Калифорния. Името му („Голдън Стейт“) идва от прякора на щата Калифорния от времето на Калифорнийската златна треска.
„Войните“ са основани през 1946 г. във Филаделфия. Първият треньор и мениджър на отбора е Еди Готлиб, който е и автор на прякора им, а през 1951 г. става и собственик на клуба. Воден от изключителния реализатор Джо Фулкс, отборът на Филаделфия Уориърс печели първия шампионат на Баскетболната асоциация на Америка (по-късно лигата се преименува на НБА). През 1956 г. воините печелят втората си и последна шампионска титла в лигата докато играят във Филаделфия. Звезди на отбора през този сезон са Пол Аризин и Нийл Джонстън.
През 1959 г. Филаделфия Уориърс подписва договор с новобранеца Уилт Чембърлейн, известен с прякора си „Уилк Стоманената пръчка“ (на английски: Wilt the Stilt), който веднага става най-добрия реализатор в лигата и завинаги променя начина, по който се играе баскетбола. На 2 март 1962 г. в домакински мач на „воините“, игран в градчето Хърши, щата Пенсилвания, Чембърлейн отбелязва 100 точки срещу Ню Йорк Никс, което е може би най-харизматичния рекорд в историята на играта.
През 1962 г. се мести в Калифорния и е преименуван на Сан Франциско Уориърс. „Воините“ играят домакинските си срещи в няколко града в щата: Сан Франциско, Оукланд и Сан Хосе. През 1964 г. тимът печели титлата в Западната конференция, но във финала на лигата отстъпва пред Бостън Селтикс с 1 – 4 победи. През следващия сезон клубът изпада във финансова криза и в началото на 1965 г. Чембърлейн е продаден на Филаделфия 76ърс срещу 150 000 долара и още трима баскетболисти. През същата година „Воините“ избират в драфта новобранеца Рик Бери, който още през 1967 г. ги извежда до финалите. В спора за титлата обаче Воините са победени от бившата си звезда Чембърлейн и водения от него отбор на Филаделфия 76 с 4 – 2 победи.
През 1971 г. отборът окончателно се премества в Оукланд и сменя още веднъж името си – на Голдън Стейт Уориърс. През 1975 г. Воините поднасят голямата изненада в НБА, след като успяват да спечелят шампионската титла (във финала помитат с 4 – 0 победи фаворитите Вашингтон Булетс). Преди началото на плейофите никой не вярва, че отборът може да стигне до спор за титлата, като дори в залата на тима са насрочени други събития по време на финалите, което принуждава Воините да играят домакинските си мачове в Дали Сити.
Едва в края на 80-те и началото на 90-те години Голдън Стейт успява отново да се върне сред елитните клубове в лигата. Звездите на Воините тогава са Тим Хардуей (плеймейкър), Митч Ричмънд (гард) и Крис Мълин (крило), които налагат изключително красив и динамичен стил на баскетбол и си спечелват прякора „Run T-M-C“ (по името на популярната по това време рап група Run-D.M.C.). Треньор на отбора по това време е Дон Нелсън.
През 1993 г. воините избират под № 1 в драфта Крис Уебър, който заедно с друга изгряваща звезда Литрел Сприуел успява да класира отбора за плейофите. Следващият сезон обаче е белязан от постоянни кавги между Уебър, Сприуел и Нелсън и скоро и тримата напускат Голдън Стейт. Това бележи и началото на черна серия от 12 години, в които клубът не успява да се класира за плейофите.
Сезонът 2006/07 е един от най-драматичните в историята на клуба. Началото на сезона е доста слабо и едва след голяма сделка в началото на 2007 г. отборът успява да открие пътя към успеха. Воден от плеймейкъра Барон Дейвис и треньора Дон Нелънс, той успява да се класира за плейофите, където в първия кръг се изправя срещу фаворита за титлата и шампион от редовния сезон отбор на Далас Маверикс. „Воините“ поднасят изненада като отстраняват с 4 – 2 победи Далас. В следващия кръг обаче Голдън Стейт лесно отстъпва пред Юта Джаз с 1 – 4 победи.
По резултатите от сезон 2023/2024 „Голдън Стейт“ за трета поредна година е признат за най-скъпия клуб в НБА.

## Финали на НБА
През сезон 2014/15 отборът е с нов треньор – Стив Къри, играч от златните години в края на 90-те на Чикаго Булс. Водени от Стефан Къри и Клей Томпсън, печелят дивизията си за първи път от 39 години. Томпсън поставя рекорд в асоциацията на 23 януари 2015 след като за една четърт вкарва 37 точки в двубой срещу Сакраменто Кингс. На 28 март тимът минава границата от 60 победи за редовния сезон. През същата година той печели и титлата в НБА, след като във финалната серия побеждава Кливланд Кавалиърс с 4 – 2 победи.
Сезон 2016/17 отборът приключва с второ място във финалния плейоф, като губи финала от Кливланд Кавалиърс с 3 – 4.
През сезон 2016/17 отборът отново става шампион на НБА като побеждава Кливланд Кавалиърс с 4 – 1 във финалната серия. През сезон 2017/18 Голдън Стейт Уориърс повтаря успеха си, като във финала отново побеждава Кливланд Кавалиърс, но този път с 4 – 0.
Сезон 2021/2022 година отново е печеливш за Уориърс. Във финала за титлата те побеждават Бостън Селтикс с 4 – 2 победи.

## Състав
- Стеф Къри
- Клей Томпсън
- Дреймънд Грийн
- Кели Убре
- Андрю Уигинс
- Кевон Луни
- Алфонзо МакКини
- Глен Робинсън III
- Джеймс Уайзман
- Джейкъб Евънс
- Джордан Пуул
- Ален Смайлагич
- Ерик Паскал
- Омари Спелман
- Деймиън Лий